# Kathryn Morris
Pour les articles homonymes, voir Morris.
Kathryn Morris, de son vrai nom Kathryn Susan Morris, parfois créditée dans les génériques sous le nom de Kathy Morris, née le 28 janvier 1969 à Cincinnati, (Ohio, États-Unis), est une actrice américaine.
Elle est surtout connue pour avoir tenu le rôle principal de l’inspectrice Lilly Rush dans la série Cold Case.

## Biographie

### Jeunesse & enfance
Kathryn Susan Morris née le 28 janvier 1969 à Cincinnati, dans l'Ohio, aux (États-Unis).

### Parcours
Elle est issue d'une famille de sept enfants. Son père est un spécialiste des langues bibliques et sa mère est très engagée auprès du Parti démocrate[réf. nécessaire].
Elle vit à Los Angeles (Californie, États-Unis)[réf. nécessaire].

### Carrière
Jeune, elle fit partie avec ses six frères et sœurs, d'une troupe de gospel qui se produisait dans tous les États-Unis.
Abonnée aux petits rôles dans des séries télévisées depuis le début des années 1990, Kathryn Morris est apparue dans un épisode de la série Poltergeist : Les Aventuriers du surnaturel, dans Providence, mais aussi dans plusieurs épisodes de la série Xena, dans laquelle elle interprétait le rôle de Najara. Elle décroche en 1997 un rôle récurrent dans Pensacola. On l'aperçoit aussi dans de nombreux téléfilms américains dont la plupart sont inédits en France.
Désireuse de tenter sa chance au cinéma, Kathryn décroche de petits rôles dans des films qui ne la font pas réellement remarquer. En 2001, on l'aperçoit dans A.I. Intelligence artificielle de Steven Spielberg, et dans Minority Report du même réalisateur l'année suivante. Son rôle, cette fois plus étoffé (elle y interprète la femme de Tom Cruise), lui permet de faire ses preuves, mais cela ne semble pas suffisant pour faire décoller véritablement sa carrière. En 2003, elle joue dans Paycheck, qui est encore une fois une adaptation d'un livre de Philip K. Dick. Le dernier film en date auquel elle a participé est Profession profiler (Mindhunters), dans lequel elle tient le rôle féminin principal de Sara Moore.
De 2003 à 2010, Kathryn Morris triomphe à la télévision dans la série Cold Case, qui remporte un vif succès aux États-Unis et en Europe, cela durant sept saisons sur la chaîne américaine CBS. Elle y interprète le rôle de Lilly Rush, inspectrice à la police criminelle de Philadelphie, et qui est chargée de rouvrir des dossiers qui n'ont jamais été élucidés.

### Vie privée
Le 21 août 2013, elle donne naissance à des jumeaux qui ont reçu un diagnostic d'autisme à l'âge de trois ans, Jameson West Messner et Rocco McQueen Messner. Elle était alors âgée de 44 ans. Le père des enfants est son compagnon, Johnny Messner.

## Filmographie

### Cinéma

#### Courts métrages
- 2002 : The Hire: Hostage de John Woo : Linda Delacroix
- 2012 : Sunday's Mother : Gillian
- 2013 : The Coin : Rachael

#### Longs métrages
- 1996 : Paper Dragons d'Adolfo Swaya : Kate
- 1996 : The Prince de Suresh Krissna : Emily
- 1991 : Cool as Ice de David Kellogg : Jen (inédit en France)
- 1995 : Sleepstalker de Turi Meyer : Megan (inédit en France)
- 1997 : Pour le pire et pour le meilleur (As Good as It Gets) de James L. Brooks : patiente psychiatrique
- 1997 : The Prophecy 2 (vidéo) de Greg Spence : une mère anxieuse
- 1999 : Situation critique (Deterrence) de Rod Lurie : Lizzie Woods (inédit en France)
- 2000 : Manipulations (The Contender) de Rod Lurie : agent spécial Paige Willomina
- 2001 : Mon plus beau rôle (Role of a Lifetime) d'Antony Alda : Chelsea Cellini
- 2001 : A.I. Intelligence artificielle (Artificial Intelligence: AI) de Steven Spielberg : Teenage Honey
- 2001 : Le Dernier Château (The Last Castle) de Rod Lurie : DOD investigatrice (scènes coupées)
- 2002 : Minority Report de Steven Spielberg : Lara Clarke Anderton
- 2003 : Paycheck de John Woo : Rita Dunne
- 2004 : Profession profiler (Mindhunters) de Renny Harlin : Sara Moore
- 2007 : Renaissance d'un champion (Resurrecting the Champ) de Rod Lurie : Joyce Kernan
- 2008 : Assassinat d'un président (Assassination of a High School President) de Brett Simon : infirmière Platt
- 2010 : Cougars, Inc. d'Asher Levin : Alison
- 2011 : Le Stratège (Moneyball) de Bennett Miller : Tara Beane
- 2015 : Bone Tomahawk de S. Craig Zahler : Lorna Hunt
- 2015 : The Perfect Guy de David M. Rosenthal :
- 2015 : 2 Br/1 Ba de Rob Margolies : Olivia Morgan
- 2017 : You Get Me de Brent Bonacorso
- 2019 : The Dirt de Jeff Tremaine : Deana Richards

### Télévision

#### Téléfilms
- 1991 : Long Road Home : Billy Jo Robertson (inédit en France)
- 1994 : Rise and Walk: The Dennis Byrd Story : Angela (inédit en France)
- 1994 : Oldest Living Confederate Widow Tells All : Zundro (Sandra) (inédit en France)
- 1994 : Mortel Rendez-vous (A Friend to Die For) de William A. Graham : Monica Whitley
- 1995 : W.E.I.R.D. World : Lucy, Monochian's Assistant (inédit en France)
- 1995 : Family Values : Borgyork Grumm (inédit en France)
- 1998 : Inferno : La Grande Canicule : Ryan Tibbet (inédit en France)
- 1999 : Inherit the Wind : Rachel Brown (inédit en France)
- 1999 : Screenplay : Fanny
- 2000 : Mortelle invasion (Hell Swarm) : Allie
- 2001 : Attirance fatale : Qui a tué Anne-Marie F. ? (And Never Let Her Go) de Peter Levin : Anne Marie Fahey
- 2013 : Un amour de pâtisserie (The Sweeter Side of Life) de Michael Damian : Dorothée Harper
- 2013 : The Surgeon General : Lydia

#### Séries télévisées
- 1994 : La Loi de la Nouvelle-Orléans (saison 1, épisode 01 : Une nouvelle vie) : Remy
- 1996 : L.A. Firefighters : Helen Regan
  - (saison 1, épisode 02 : Till Death Do Us Part)
  - (saison 1, épisode 03 : It's a Family Affair)
  - (saison 1, épisode 04 : The Fire Down Below)
- 1996 : Relativity (épisode pilote) : Sylvie
- 1996 : Les Dessous de Palm Beach (Silk Stalkings) (saison 6, épisode 02 : Crime sans partage) : Judith Millay
- 1996 : À la une (Ink) (saison 1, épisode 01 : Above the Fold) : femme anonyme
- 1997 : Poltergeist : Les Aventuriers du surnaturel (Poltergeist: The Legacy) (saison 2, épisode 15 : Soif de vengeance) : Laura Davis
- 1997 - 1998 : Pensacola (Pensacola: Wings of Gold) (22 épisodes) : Lieutenant Annalisa « Stinger » Lindstrom
- 1998 - 1999 : Xena, la guerrière (Xena: Warrior Princess) : Najara
  - (saison 4, épisodes 08 : La Croisade)
  - (saison 4, épisodes 18 : La Convertie)
- 1999 : Les Sept Mercenaires (The Magnificent Seven) : Charlotte Richmond
  - (saison 2, épisodes 05 : Au bout du voyage [1/2])
  - (saison 2, épisodes 06 : Au bout du voyage [2/2])
- 1999 : Providence (saison 2, épisode 01 : La Surprise) : Molly
- 2000 : Arabesque (Murder, She Wrote) (Téléfilm N°4 : Le Pacte de l'écrivain) : Patricia Williams
- 2001 : Le Journal intime d'un homme marié (The Mind of the Married Man) : Sandy
  - (saison 1, épisode 05 : Une excellente nouvelle)
  - (saison 1, épisode 06 : Tout ça pour moi)
  - (saison 1, épisode 07 : Nos tendres années)
  - (saison 1, épisode 08 : Danse et décadence)
- 2003 - 2010 : Cold Case : Lilly Rush
- 2011 : Sendera (uniquement comme productrice)
- 2015 : The Protocol : Grace
- 2016 : Colony : Charlotte
- 2018 : Reverie : Monica Shaw

#### Émissions de télévision
- 2002 : The Wright Stuff, 1 apparition - Elle-même
- 2003 -  2009 :  CBS Care, 6 apparitions ( 1er janvier 2003, 2004,2005, 2006, 2007, 2009)- Elle-même
- 2004 :  Late Show with David Letterman , 1 apparition  - Elle-même
- 2004 : Jimmy Kimmel Live!, 1 apparition, - Elle-même
- 2004 : The 56th Annual Primetime Emmy Awards - Elle-même
- 2004 : Live with Regis & Kelly, 1 apparition  - Elle-même
- 2005 :  The Late Show with Craig Ferguson , 1 apparition (épisode 34 saison 1) - Elle-même
- 2005 : The View , 1 apparition  - Elle-même
- 2005 : The Early Show, 1 apparition  - Elle-même
- 2005 : Celebrity Poker Showdown , 1 apparition  (Tournoi 6, Jeu 3)- Elle-même
- 2005 : The Ellen DeGeneres Show, 1 apparition  - Elle-même
- 2006 : 10th Annual Prism Awards  - Elle-même
- 2007 -  2008 :  This Week in Entertainment , 3 apparitions (24 décembre 2007, 15 juin 2008, 29 janvier 2008 ) - Elle-même
- 2009 : Creative Arts Emmy Awards - Elle-même (remise d'un award)
- 2010 : The 36th Annual People's Choice Awards - Elle-même (remise d'un award)
- 2008 -  2010 :  The Bonnie Hunt Show, 2 apparitions (2 octobre 2008, 5 avril 2010) - Elle-même
- 2010 : Who Wants to Be a Millionaire (Qui veut gagner des Millions en France), 2 apparitions (saison 8, épisodes 83 et 141) - Elle-même (Elle pose une question)
- 2010 : The Wendy Williams Show, 1 apparition - Elle-même (coprésentatrice)

## Voix francophones

### En France
- Stéphanie Lafforge dans :
  - Cold Case : Affaires classées (série télévisée)
  - Un amour de pâtisserie
  - Bone Tomahawk
- Laurence Dourlens dans : 
  - Pensacola (série télévisée)
  - Paycheck

et aussi
- Julie Dumas dans Attirance fatale : Qui a tué Anne-Marie F. ?
- Brigitte Aubry dans Le Journal intime d'un homme marié (série télévisée)
- Laurence Breheret dans Minority Report
- Léovanie Raud dans Colony (série télévisée)
- Christèle Billault dans You Get Me